# Edmund Scholz

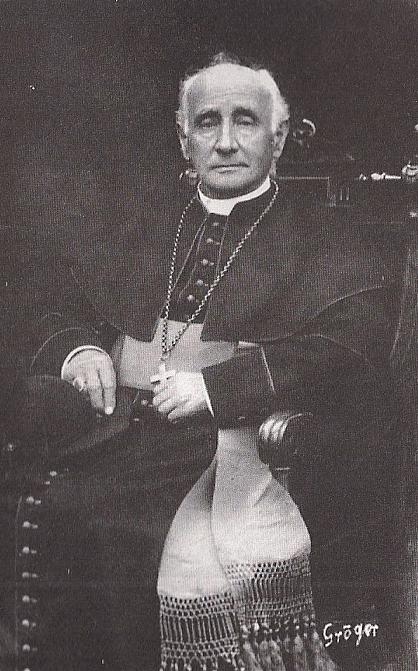
Edmund Scholz

Edmund Scholz (* 10. August 1835 in Friedersdorf, Landkreis Glatz, Provinz Schlesien; † 2. November 1920 in Grafenort, Landkreis Habelschwerdt) war ein deutscher Römisch-katholischer Geistlicher, Pädagoge und Heimatforscher. Von 1910 bis 1920 war er Großdechant der bis 1972 zum Erzbistum Prag gehörenden Grafschaft Glatz. Ab August 1920 war er zugleich Generalvikar des Erzbistums Prag in Preußen. 

## Leben
Edmund Scholz war der Sohn eines Lehrers. Nach dem Abitur am Katholischen Gymnasium in Glatz studierte er Katholische Theologie an der Universität Breslau. Am 2. Juli 1859 wurde er durch den Breslauer Fürstbischof Heinrich Förster zum Priester geweiht. Anschließend war er Kaplan an der St.-Michael-Pfarrkirche in Habelschwerdt. Nachdem er das Rektoratsexamen abgelegt hatte, wurde ihm die Leitung der 1865 von ihm gegründeten Habelschwerdter Präfektenschule (Städtische Höhere Knabenschule) übertragen, an der nach Gymnasiallehrplan unterrichtet wurde. Ende der 1870er Jahre verfolgte er zusammen mit dem Seminardirektor Franz Volkmer den Plan, ihre heimatkundlichen Schriften in einer eigenen Zeitschrift herauszugeben. Diese erschien erstmals 1881 unter dem Titel „Vierteljahrsschrift zur Geschichte und Heimatkunde der Grafschaft Glatz“. Für dieses Vorhaben werteten sie vor allem die handschriftlichen historischen Aufzeichnungen des Heimatforschers Joseph Kögler aus. Darüber hinaus sollte die Zeitschrift neben Heimatkunde auch Beiträge zur Glatzer Mundart, Brauchtum, Wetterbeobachtungen u. ä. umfassen. Für die Bände I bis IV zeichnete Edmund Scholz verantwortlich. Nachdem er 1886 Pfarrer von Grafenort wurde, übernahmen Franz Volkmer und der Regens des Glatzer Konvikts, Wilhelm Hohaus, die Herausgabe der nachfolgenden Bände. Anlässlich seines 50-jährigen Priesterjubiläums 1909 wurde Edmund Scholz von der Katholisch-Theologischen Fakultät der Universität Breslau mit der Verleihung der Ehrendoktorwürde geehrt. Er war Ehrenmitglied der katholischen Studentenverbindung KDStV Winfridia Breslau.
1910 wurde Scholz zum Großdechanten und Vikar für die Grafschaft Glatz ernannt. Während seiner Amtszeit wurde das Glatzer Vikariat zum selbständigen Generalvikariat erhoben. Nachfolgend wurde er am 2. August 1920 durch den Prager Erzbischof František Kordač zum ersten Generalvikar der Grafschaft Glatz ernannt. Zugleich wurden ihm die Pontifikalien verliehen. Drei Monate später starb er. Er wurde in der Grafenorter Pfarrkirche beigesetzt.

## Veröffentlichungen (Auswahl)
- als Herausgeber: Vierteljahrsschrift zur Geschichte und Heimatkunde der Grafschaft Glatz, Bände I bis IV
- Christlicher Pilgerstab – Gebet- und Andachtsbuch für katholische Christen, München 1883
- Geistlicher Blütenkranz, o. J.